# Dalmatini
Dalmatini (mađ. dalmat) su jedna od skupina Hrvata u Mađarskoj.

## Zemljopisna distribucija
Žive Sjeverno od Budimpešte, u Senandriji, gdje su nazočni još od polovice 16. stoljeća.
Postoje i u Segedinu, a zabilježeni su i u drugim krajevima. Danas nijedan od njih ne govori njihovim narječjem hrvatskog jezika, asimilirali su se u Mađare, ali su zadržali svijest o svojem podrijetlu i čuvaju svoje običaje. Njihov govor je zabilježen u posljednji trenutak.

## Običaji
Tradicionalni blagdan tih Hrvata je Dan Sv. Ivana Krstitelja (Ivanjdan). Do 1930. ga se slavilo u izvornom obliku. Kasnije, od 1975. se zaslugom senandrijske Hrvatice Eve Drobilić taj običaj, kao i još neke druge (dodole, dalmatski ukop) obnovilo i od onda se održava tradicionalno. Danas ga organizira hrvatska manjinska samouprava
U Mađarskoj je za doba Ivana Antunovića izlazio Danica ili kalendar za u Ugarskoj živeće Bunjevce, Šokce, Hrvate, Bošnjake i Dalmatince.

## Vanjske poveznice
- (mađ.) Nemzeti es etnikai kisebbsegek magyarorszagon[neaktivna poveznica] Dinko Šokčević: Horvátok, pristupljeno 28. ožujka 2010.